# Зигмунт Шпербер
Зи́гмунт Шпе́рбер (пол. Zygmunt Sperber; 10 липня 1886, Станиславів — р. см. невід.) — львівський архітектор єврейського походження.

## Біографія
Народився 10 липня 1886 року у Станиславові. Навчався в реальній школі в Станиславові до 1907 року. Закінчив інженерно-будівельний факультет Львівської політехніки, 1915 року отримав диплом. Серед викладачів із фаху зокрема Адольф Шишко-Богуш. Після першої світової війни працював в архітектурно-будівельній фірмі Юраша і Захаревича. Від 15 лютого 1926 року член Політехнічного товариства у Львові. У міжвоєнний період відкрив власне проєктне бюро у Львові, розташоване на теперішній вулиці Дудаєва, 4. Окрім архітектури, проєктував ужиткові речі, розробляв плакати. Розробив проєкти санаторіїв у Трускавці: «Унітас» (1936), «Віндзор» (1937), «Брістоль» (1938). Спроєктував житловий будинок у Львові, на теперішній вулиці Котляревського, 42, 44. Член «Комітету опіки над пам'ятками єврейського мистецтва», де займався пам'ятками архітектури. 1920 року на виставці єврейських художників у будинку кагалу експонував рисунки синагоги «Золота Роза» і конкурсний проєкт. П'ятиповерховий житловий будинок збудований у 1937-1939 роках на вул. Кадетській, 18 (нині — вулиця Героїв Майдану). У 1938 році Зигмунт Шпербер виконав проєкт металевих решіток з есоподібним малюнком, які прикрашали портал та вітринні вікна першого поверху пасажу Грюнерів на площі Смольки (нині — площа Генерала Григоренка).